# 37ns Premis AVN
El 37ns Premis AVN presentats per Adult Video News (AVN), van distingir les millors pel·lícules pornogràfiques i productes d'entreteniment per a adults entre l'1 d'octubre de 2018 i el 30 de setembre de 2019. Les nominacions es van anunciar en una cerimònia el 24 de novembre de 2019 a l'Avalon Hollywood. L'espectacle es va celebrar el 25 de gener de 2020 a l'Hard Rock Hotel and Casino a Las Vegas. Va ser emès a Showtime. El lliurament de premis va ser organitzat per l'estrella adulta Nikki Benz, la celebritat de MyFreeCams Emily Bloom, amb l'humorista Aries Spears. Els 37ns premis AVN van ser destacables com un dels últims esdeveniments celebrats a l'Hard Rock Hotel and Casino de Las Vegas, abans del tancament de les instal·lacions el 3 de febrer de 2020.
Els convidats musicals foren Beyond Glascow, Doja Cat and DJ Diplo. Doja Cat va tocar cançons del seu àlbum Hot Pink, inclosa "Juicy". DJ Diplo va comptar amb el músic Lil Pump fent la seva col·laboració amb Kanye West, "I Love It". L'actriu Angela White va guanyar la Intèrpret Femenina de l'Any i es va convertir en la primera actriu de la història a guanyar el premi tres vegades seguides. Maitland Ward, una actriu popular convertida en actriu pornogràfica abans coneguda per Boy Meets World i The Bold and the Beautiful, va ser reconeguda amb diversos premis després de debutar per primera vegada a la indústria per adults el 2019. Els premis 2020 van ser la primera vegada que una pel·lícula de Grècia va rebre una nominació a la millor producció estrangera.

## Visió general
L'esdeveniment es va celebrar a l'Hard Rock Hotel and Casino de Las Vegas al local musical anomenat The Joint. MyFreeCams va presentar els 37è premis AVN. Conegut als mitjans de comunicació com "els Oscars del porno", l'esdeveniment homenatja l'excel·lència en la indústria per adults. Las Vegas acull l'esdeveniment des de 1998. Els premis AVN atrauen 50.000 persones a l'espectacle anual i als esdeveniments del voltant. La setmana prèvia a la cerimònia, va ser precedit pels Premis GayVN i una fira comercial. The Hard Rock Hotel and Casino va tancar el 3 de febrer de 2020 per ser substituït pel Virgin Hotels Las Vegas. Els Premis AVN van signar un contracte amb Virgin Hotels Las Vegas fins a l'any 2023 per continuar l'esdeveniment a la nova ubicació. The Daily Beast va observar el fet que la 37a edició dels premis AVN va ser un dels últims esdeveniments celebrats a l'establiment "No hi ha cap final més adequat per a l'hotel de temàtica rock and roll que el festival de la disbauxa que és la setmana dels premis AVN, una convenció d'entreteniment per a adults de quatre dies que acaba amb els atrevits "Oscars del porno". Les festes coincidint amb la 37a edició dels premis AVN van incloure la Lair Fetish Party el dia abans i els AVN Awards After Party la nit de l'esdeveniment al Vanity Night Club.

### Presentadors
Van presentar els 37ns premis AVN Emily Bloom i l'estrella adulta Nikki Benz. Emily Bloom era coneguda per MyFreeCams i va obtenir el premi a Cam Girl favorita. L'humorista Aries Spears, que anteriorment va ser copresentador dels 35ns Premis AVN el 2018, va tornar a ser copresentador.
L'acte de lliurament dels premis va ser gestionat pels productors executius, el conseller delegat d'AVN, Tony Rios, juntament amb Gary Miller. Benz i Bloom van repetir els seus papers per a una retransmissió en directe de l'esdeveniment de maig de 2020; s'hi van unir a la transmissió en directe estrelles de cinema per adults Small Hands, Penny Pax, Vicki Chase, Violet Doll, Maitland Ward, Joanna Angel, Gianna Dior, i Angela White. L'esdeveniment de transmissió en directe es va celebrar el dia AVN Stars un lloc de xarxes socials que va començar el gener de 2020 a l'AVN Adult Entertainment Expo. El productor executiu dels Premis AVN, Gary Miller, va fer preguntes a les celebritats durant l'esdeveniment de transmissió en directe de 90 minuts.

### Intèrprets
Les actuacions musicals del raper Doja Cat i el DJ Diplo van tenir lloc durant tot l'espectacle. Doja Cat va comentar a AllHipHop, ""Estic honrada i emocionada de ser la segona dona que ha actuat als premis AVN." La periodista Rosario Harper destaca per SOHH que Doja Cat seguia els passos de Kanye West i Cardi B seguint una tendència d'estrelles de la música hip hop encapçalades als Premis AVN. Layla Halabian va valorar favorablement l'elecció de moda de Doja Cat per Nylon, "En el seu últim moviment, la rapera va actuar als AVN Adult Entertainment Awards 2020 a Las Vegas el 25 de gener amb un body de malla nua veritablement inoblidable, completat amb siluetes de pedreria que destaquen els mugrons, el cul i el més maligne. sense pèl púbic." Doja Cat va interpretar les seves cançons el 2019 àlbum Hot Pink, incloent-hi "Juicy" i "Cyber Sex".
DJ Diplo va comptar amb el músic Lil Pump a la seva actuació. Lil Pump va actuar a partir de la seva col·laboració amb Kanye West, titulada "I Love It". Jed Gregorio de l' Inquirer va comentar favorablement el vestit de Diplo a l'esdeveniment, "Thomas Wesley aka Diplo va assistir a "l'únic lliurament de premis que importa aquest cap de setmana" amb probablement l'únic vestit que, de fet, importava aquest cap de setmana." Gregorio va observar: "L'esdeveniment en qëustió són els Premis Adult Video News a Las Vegas, on el DJ va actuar amb un barret de vaquer rosa de nadó, un vestit rosa de nadó i botes de camussa marrons. L'ajust, fabricat per Union Western Clothing, presenta una iconografia deliciosa, inclòs un noi que s'hi posa amb una sirena, una mica d'acció de minotaure i bolets antropomòrfics." Union Western Clothing va treballar amb Diplo abans del Premis AVN específicament per crear un vestit per a l'esdeveniment en si.

## Guanyadors i nominats

### Premis principals

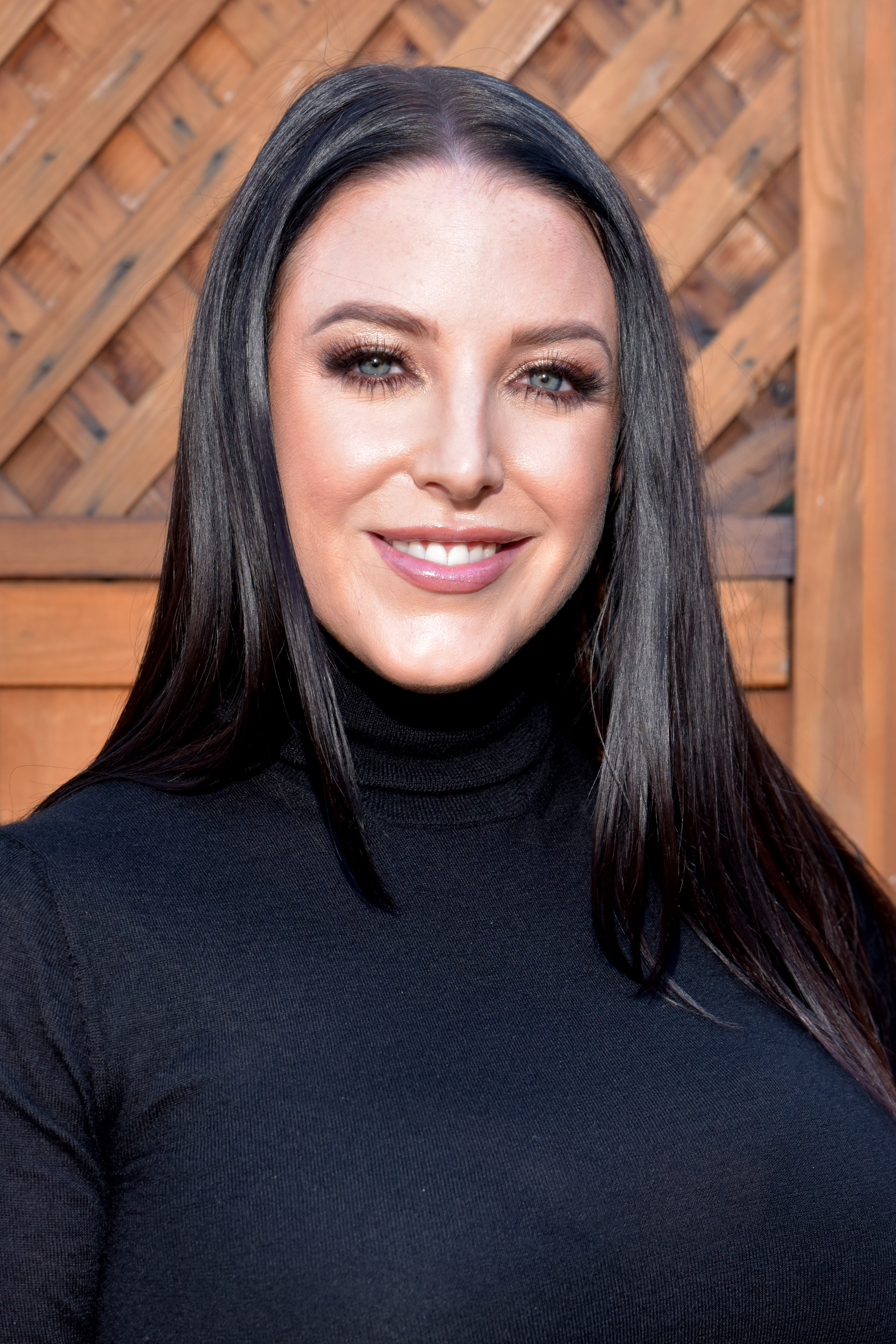
Angela White va guanyar el premi principal de la nit, a la Intèrpret Femenina de l'Any, convertint-se en la primera persona a guanya aquest trofeu tres vegades seguides.

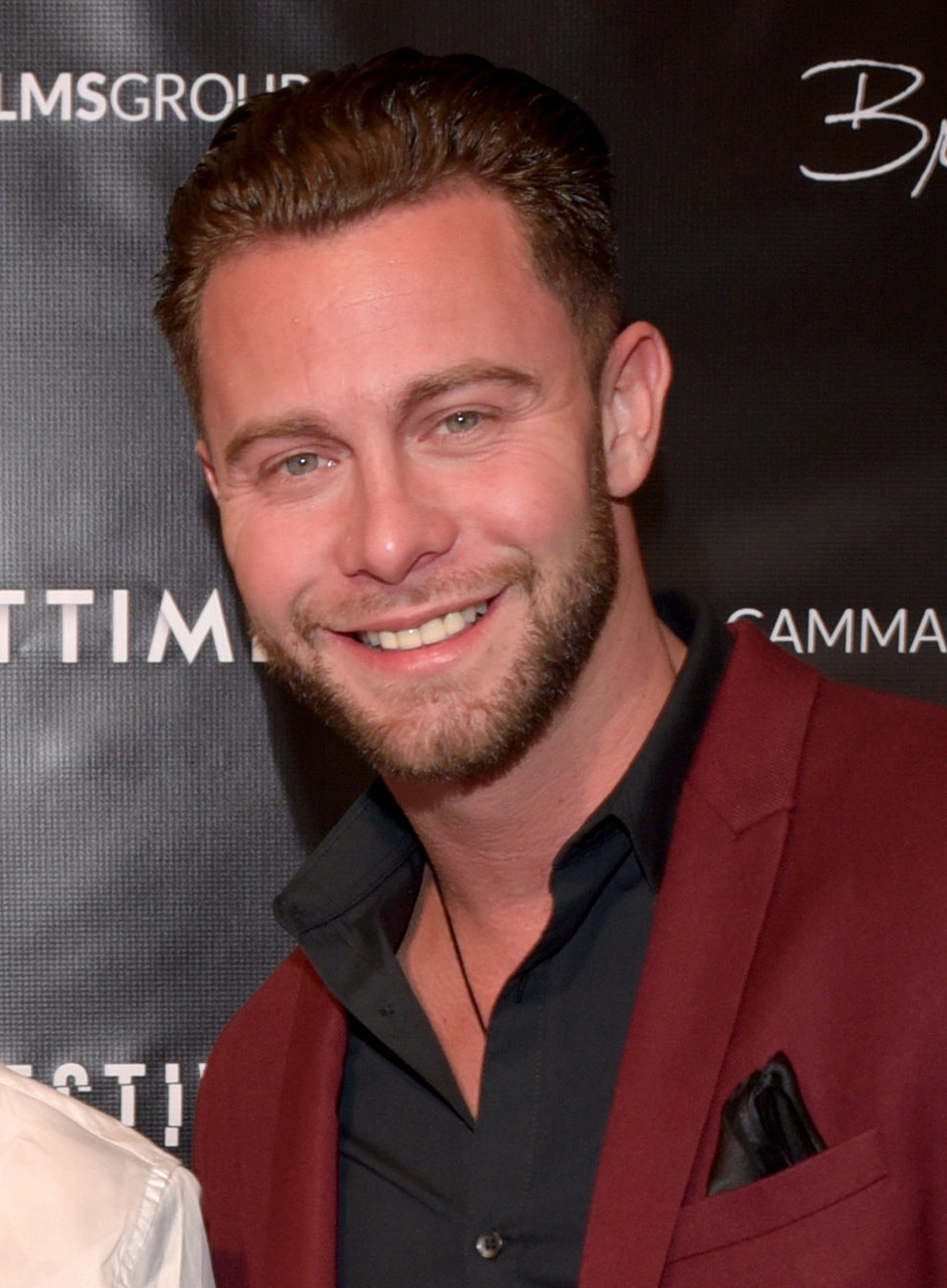
Seth Gamble, guanyador del Millor Actor 2020

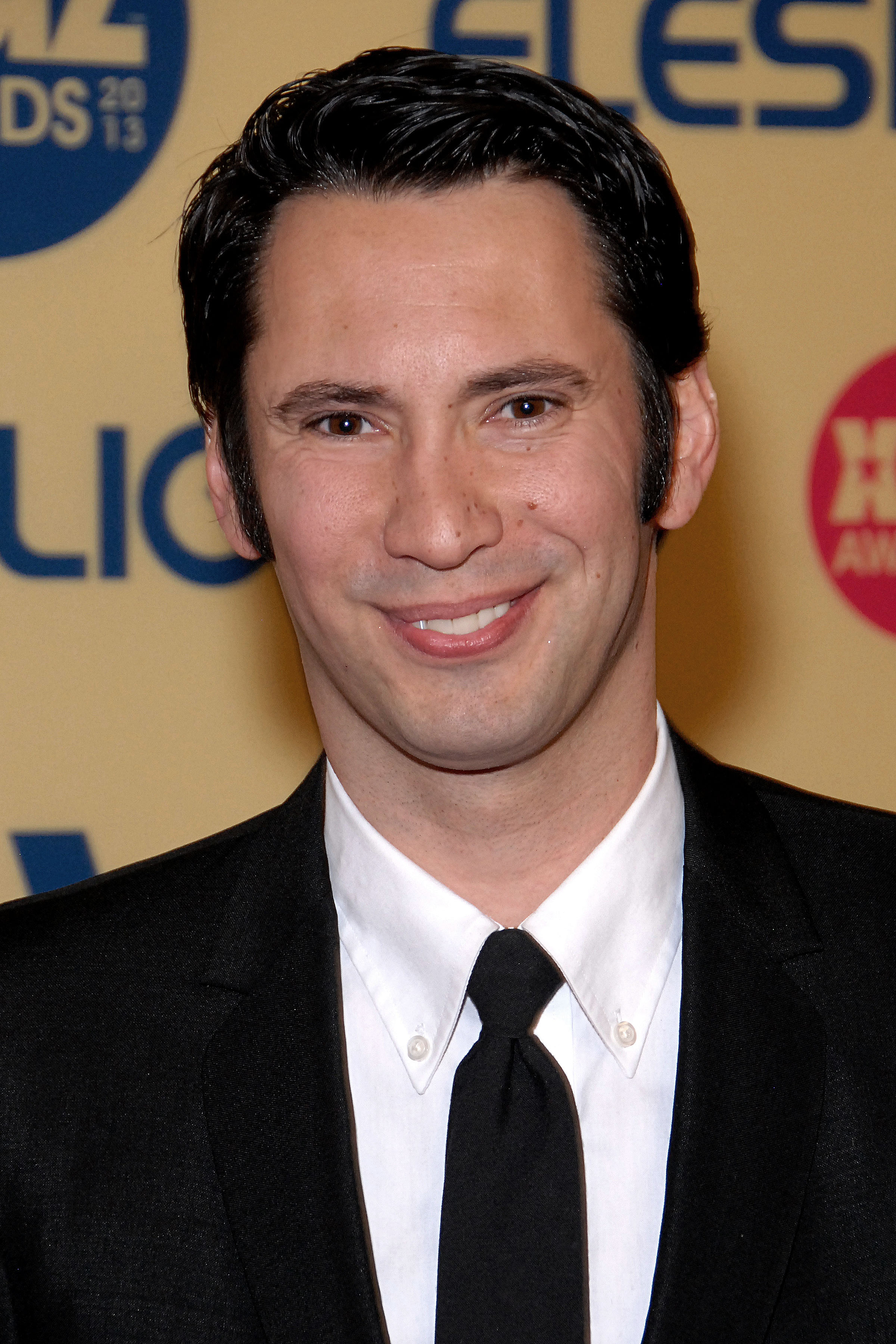
Tommy Pistol, guanyador del Premi al millor actor secundari 2020

Angela White va guanyar el premi principal de la nit, com a Intèrpret femenina de l'any, convertint-se en la primera persona a guanyar aquest trofeu tres vegades seguides. Escrivint per The Daily Beast la columnist aAurora Snow va comentar sobre el seu èxit: "Es va convertir en la primera dona que ha guanyat tres anys consecutius; un reconeixement inusual per a qualsevol intèrpret femenina que rebria".
Maitland Ward, una actriu popular convertida en actriu pornogràfica que anteriorment va interpretar Rachel McGuire a la sitcom Boy Meets World i Jessica Forrester a la telenovel·la  The Bold and the Beautiful, va ser reconegut amb múltiples premis a la cerimònia. Ward va debutar per primera vegada a la indústria d'adults el 2019 i es va convertir en l'ambaixadora de la marca del creador de contingut per a adults Deeper. Ward va tenir un paper protagonista a la producció per a adults Drive dirigida per Kayden Kross. Drive va ser el primer paper de Ward en un llargmetratge a la indústria per adults. Ward va rebre els honors a la millor actriu secundària, millor escena de sexe a tres i cosplayer preferit de camming. Assisteix amb freqüència a la convenció de còmicss i participa en cosplay. Kayden Cross va guanyar el premi al millor director - producció dramàtica per Drive, així com el dedirector de l'any després d'una victòria prèvia a la mateixa categoria l’any anterior.
La 37a edició dels premis AVN va ser la primera vegada que una pel·lícula de Grècia va ser reconeguda amb una nominació a la millor producció estrangera. El director de la indústria de cinema per adults Dimitris Sirinakis, conegut comunament com el rei grec del porno, i la seva productora Sirina Productions va rebre la nominació. Sirinakis va ser nominat per la seva pel·lícula, Filthy Rich Games.
Natalie Mars va rebre el premi a la intèrpret transgènere de l'any. A més, la pel·lícula protagonitzada per Mars, Transfixed: Natalie Mars Showcase, va guanyar el premi a la millor producció transgènere. Mars també va ser votada com a estrella webcam trans preferida i estrella favorita del porno trans. Mars es va unir a la indústria per adults quatre anys i mig abans, i anteriorment havia rebut nominacions com a Intèrpret de l'any als tres premis AVN anteriors.
Axel Braun, membre del Saló de la Fama d'AVN, va obtenir el premi a la millor paròdia per la seva pel·lícula de la sèrie Wicked Comix, Captain Marvel XXX: An Axel Braun Parody. Aquesta va ser la seva desena victòria consecutiva en la categoria. La mateixa pel·lícula també va guanyar premis als millors efectes especials i al millor maquillatge per Dusty Lynn, a la millor banda sonora i al millor escena de sexe un a un transgènere per Kenzie Taylor i Aubrey Kate.
Negreta indica guanyador.
| Premi a l'artista femenina de l'any | Premi a l'artista masculí de l'any |
| --- | --- |
| - Joanna Angel - Adriana Chechik - Abella Danger - Ana Foxxx - Alina Lopez - Abigail Mac - Kira Noir - Kenzie Reeves - Riley Reid - Karma Rx - Kristen Scott - Angela White - Jane Wilde - Emily Willis - Whitney Wright | - Mick Blue - Xander Corvus - Charles Dera - Ryan Driller - Markus Dupree - Manuel Ferrara - Seth Gamble - Small Hands - Steve Holmes - Ricky Johnson - Keiran Lee - Isiah Maxwell - Ramón Nomar - Derrick Pierce - Tommy Pistol |
| Artista MILF de l'any | Director de l'any |
| - Britney Amber - Bridgette B. - Dana DeArmond - Cherie DeVille - Nina Elle - Alexis Fawx - Reagan Foxx - Brandi Love - Kendra Lust - Katie Morgan - London River - Richelle Ryan - Silvia Saige - India Summer - Sarah Vandella | - Joanna Angel - Kay Brandt - Axel Braun - François Clousot - Jonni Darkko - Manuel Ferrara - Ricky Greenwood - Jules Jordan - Kayden Kross - Mason - Bree Mills - Aiden Riley - Jacky St. James - Chris Streams - Missa X |
| Millor nova estrella | Millor nouvingut masculí |
| - Vanna Bardot - Gabbie Carter - Kiara Cole - Keira Croft - Gianna Dior - Autumn Falls - Athena Faris - Aria Lee - Lacy Lennon - Lexi Lore - Izzy Lush - Paige Owens - Danni Rivers - Vina Sky - Naomi Swann | - Billy Boston - Rod Jackson - Alex Jett - Johnny the Kid - Jason Moody - Will Pounder - Pressure the Entertainer - Duncan Saint - Ricky Spanish - Michael Swayze |
| Millor actriu - Featurette | Millor actor - Featurette |
| - Joanna Angel, Maid of Honor (Dysfunctional Marriage \| DVD) - Evelyn Claire, Dibs on Mom - Kiara Cole, Game of Bones 2: Winter Came Everywhere - Abella Danger, Her & Him - Alexis Fawx, Seen Not Heard: An Alexis Fawx Story - Shyla Jennings, The Bully Episodes 3 & 4 - Alina Lopez, Bishop's Interview: An Alina Lopez Story - Cadence Lux, Bad Samaritans - Kristen Scott, For Your Own Good - Ivy Wolfe, If It Feels Right | - Nathan Bronson, Dibs on Mom - Dick Chibbles, Bishop's Interview: An Alina Lopez Story - Lucas Frost, Father Recall (Future Darkly: The Complete Second Season \| DVD) - Small Hands, Her & Him - Steve Holmes, The Daughter Deal - Tyler Knight, The Cookie Jar (A Father Unleashed \| DVD) - Tommy Pistol, The Aura Doll (Future Darkly: The Complete Second Season \| DVD) - Donnie Rock, Game of Bones 2: Winter Came Everywhere - Michael Vegas, Face to Face (Consequences \| DVD) - Zac Wild, If It Feels Right                                                    |
| Millor escena noia/noia | Millor escena noi/noia |
| - Confessions of a Sinful Nun 2: The Rise of Sister Mona — Charlotte Stokely & Kenna James - Endless — Avi Love & Lacy Lennon - Lesbian Encounters — Abella Danger & Jane Wilde - Lesbian Obsessions 3 — Alex Coal & Prinzzess - Lesbian Performers de l'any 2019 — Serena Blair & Milana Ricci - Nerd's Breaking Point (Lesbian Revenge \| DVD) — Gianna Dior & Emily Willis - Out With a Bang — Alina Lopez & Cecilia Lion - Sex & Lies — Ana Foxxx & Serene Siren - Teenage Lesbian — Aidra Fox & Kristen Scott - When Boys Are Away — Sabina Rouge & Autumn Falls | - Angela White — Angela White & Mick Blue - The Hook (Sacrosanct Now \| DVD) — Ashley Lane & Mickey Mod - Hotel Hookup (Use Me, Lose Me \| DVD) — Kenzie Reeves & James Deen - I'm Cold (No Going Back \| DVD) — AJ Applegate & Damon Dice - If It Feels Right — Ivy Wolfe & Zac Wild - Sex Machines — Gabbie Carter & Manuel Ferrara - Unlocked (Relentless \| DVD) — Gianna Dior & Mick Blue - The Wedding Singer (Black & White 16 \| DVD) — Riley Steele & Jason Luv - Wet Pussy Seduction — Autumn Falls & Markus Dupree - Worship Me — Desiree Dulce & Johnny Castle |
| Cam Girl vavorita | Artiswta transsexual de l'any |
| - Abbey Rhode - Alexa MFC - Aphia DeMieux - Ariana Gray - Ashlyn Diamond - Asiri Ocean - Abrilee - Bailey Rayne - Bonnie Rabbit - Brielle Day - ChellieDD - Christy Foxx - Christy Love - Cosmic Neko - DaisyDestin - Dani Lynn - Dawn Willow - EliseLaurenne - Ella Silver - Emily Bloom - Emily Lynne - Fae Breen - Ginger Banks - GingerMFC - GymBunny - Happylilcamgirl - HelloCourtney - JadeChampagne - Jasper Ahptik - Jenny Blighe - JoleneMarz - Kati3Kat - Kayla Rose - Kim Morris - Kitty - lacey Bender - Lady Starr - lana Mars - LilCanadianGirl - Lila Ellis - Lili (aka lilimissarab) - Lindsey Banks - Lindsey Leigh - Lissa Tyler - London Bunz Bunny - Madilaine - Mary Moody - MayaBum - Melisssa Dawson - Mileena Kane - Miss Lollipop - Molly Brooke - Molly Stewart - MissFeedMe - NYCgirl811 - Nikki Elliot - NoahBensi - Reya Sunshine - Sara Mills - Scout - ShyCountryCutie - Skyler Lo - Sofie Cakes - SureCakes - Veronika Rose | - Shiri Allwood - Kayleigh Coxx - Korra del Rio - Ella Hollywood - Aubrey Kate - Khloe Kay - Lena Kelly - Casey Kisses - Lianna Lawson - Chelsea Marie - Natalie Mars - Marissa Minx - Ryder Monroe - Chanel Santini - Daisy Taylor |

Referències generals:

### Premi AVN [guanyador]
| Premi                                    | Guanyador                                                      |
| ---------------------------------------- | -------------------------------------------------------------- |
| Millor producció anal                    | "First Anal 8"                                                 |
| Millor escena de sexe anal               | Emily Willis & Ramon Nomar, "Emily Willis: The Anal Awakening" |
| Millor sèrie o canal de sexe anal        | Tushy Raw V.                                                   |
| Millor producció Big Bust                | "Bra Busters 9"                                                |
| Millor producció Big Butt                | "Big Anal Asses 8"                                             |
| Millor escena Blowbang                   | Angela White, "Angela White: Dark Side"                        |
| Millor fotografia                        | "Drive"                                                        |
| Millor comèdia                           | "Love Emergency"                                               |
| Millor director - Comèdia                | Will Ryder "Love Emergency"                                    |
| Millor director - Drama                  | Kayden Kross "Drive"                                           |
| Millor escena sexual de doble penetració | Riley Reid, Markus Dupree, and Ramon Nomar                     |
| Millor director estranger                | Alis Locanta, "Rebecca, An Indecent Story"                     |

## Introduïts al Saló de la Fama
AVN el 14 de gener de 2020, va anunciar els incorporats del 2019 al seu saló de la fama, que més tard van ser homenatjats amb un còctel el 22 de gener i després un vídeo quan s'inaugurava la presentació de premis.
- Branca vídeo: Bill Bailey, Angel Dark, Kianna Dior, Nicki Hunter, Jelena Jensen, Karla Lane, Sunny Lane, Marcus London, Brandi Love, L.T., Gianna Michaels, Tony Montana, Laurent Sky, Rob Spallone, Charlotte Stokely[27]
- Branca executiva: Farrell Hirsch, Glenn King, Dave Peskin, Andy Wullmer[27]
- Branca fundadors: Rubin "Ruby" Gottesman[27]

## AVN Adult Entertainment Expo de 2020
La 2020 AVN Adult Entertainment Expo es va celebrar abans de l'entrega de premis del 22 al 25 de gener de 2020. Els premis AVN i l'Expo van comptar amb més de 1.000 estrelles del sector de l'entreteniment per a adults. The Expo itself contained more than 400 exhibitors at the convention. La pròpia Expo va contenir més de 400 expositors a la convenció. La convenció va comptar amb una actuació musical del raper i compositor T-Pain. L.A. Weekly va assenyalar que era "la reunió més gran de la indústria del porno d'aquest tipus als Estats Units, amb quatre dies d'esdeveniments, panells i trobades, marxandatge i records".
La convenció també va incloure conferències sobre temes relacionats amb la indústria del cinema per a adults. L'advocat D. Gill Sperlein va presentar en un seminari d'AVN sobre les implicacions de litigi relacionades amb la producció de contingut pornogràfic. Sperlein va comentar. "Crec que és poc probable que hi hagi una condemna per obscenitat." Sperlein va observar, independentment del mèrit legal, sovint es buscaven processaments contra els productors de contingut de pel·lícules per a adults i es feien "per benefici polític". Sperlein va afirmar sobre els fiscals d'aquest litigi: "No els importa si reben una condemna o no". Kaytlin Bailey, membre de la direcció de l’organització Decriminalize Sex Work,va tenir un estand a l'acte per donar a conèixer la seva causa; va declarar que la reacció als seus problemes va ser positiva a l'esdeveniment, i va parlar de l'estigma al qual s'enfronten les treballadores sexuals.
La [[[Free Speech Coalition]] i el Adult Performer Advocacy Committee van repartir literatura a l'esdeveniment de suport als drets de les treballadores sexuals. L'educadora sexual i autora Carol Queen va assistir a l'Expo i va presentar un seminari sobre el sexe i la tecnologia que afecten la indústria. Va comentar sobre els estigmes canviants a la societat relacionats amb l'educació sexual i el feminisme.